# Ilha do Bispo
A Ilha do Bispo é um bairro da cidade brasileira de João Pessoa, capital da Paraíba. Conta, segundo dados do IBGE de 2010, com uma população aproximada de 7.986 habitantes, espalhados por 2.507 domicílios. Mais da metade das habitações do bairro — 58,32% das moradias — se encontra, desse modo, abaixo da linha da pobreza. Em setembro de 2010, a Ilha do Bispo comemorou 140 anos de emancipação como bairro.
Bairro peninsular situado entre o rio Sanhauá e seus afluentes, a Ilha do Bispo se limita com os bairro de Varadouro, Renascer, Alto do Mateus e a cidade de Bayeux. No bairro localiza-se a Companhia de Cimento Cimepar.

## História

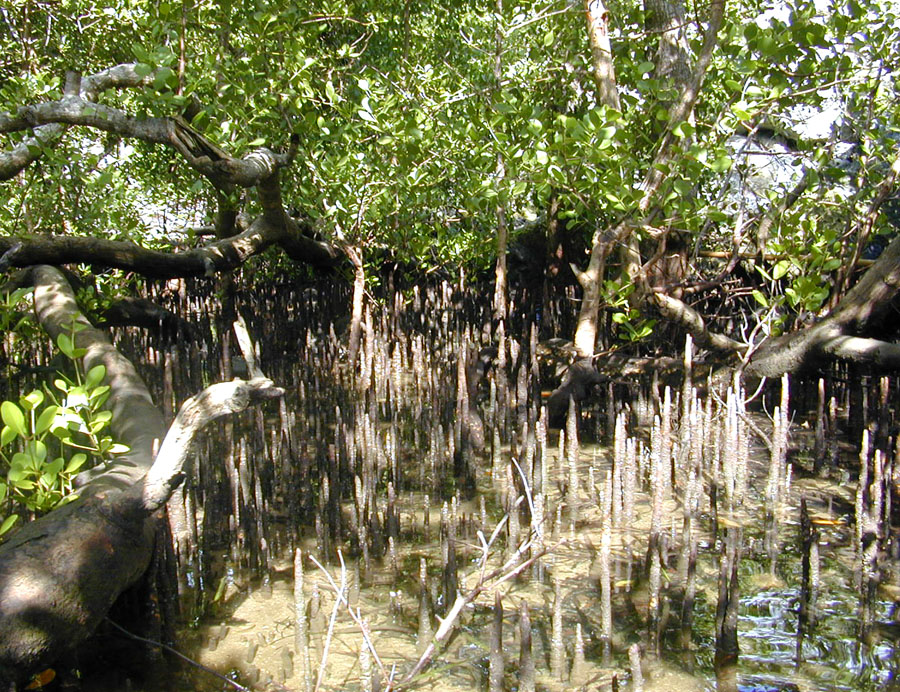
O manguezal do Sanhauá e seus afluentes circunda o bairro

### Aldeamento indígena
Uma das primeiras localidades da cidade de João Pessoa, a área onde se assenta atualmente a Ilha do Bispo foi um antigo aldeamento dos índios Tabajaras, tribo que era chefiada pelo lendário cacique Pirajibe na época da descoberta da Paraíba pelos portugueses. A área, descoberta em 1585 por João Tavares e Frutuoso Barbosa, é uma região é cercada de braços de rios e de manguezais, portanto ideal para a fundação de uma povoação.

### Criação do bairro
O bairro nasceu como uma consequência do povoamento do Cruzeiro da Graça, chamado, posteriormente Cruzeiro das Almas ou Cruz das Almas (que deu origem aos atuais bairros de Cruz das Armas). O surgimento do bairro da Ilha do Bispo encontra-se associado, assim, ao de Cruz das Armas. Contudo, somente a partir de 1850 é que a região passou a ser reconhecida pelo nome atual de Ilha do Bispo.
O processo sistemático de ocupação e urbanização do bairro, entretanto, vai acontecer, principalmente, a partir da segunda metade da década de 1930 e se realiza simultaneamente à inauguração e funcionamento da fábrica de cimento e da usina de óleo Matarazzo.  O aterro do mangue para a construção de casas, ou simplesmente para se livrar da lama alterou a característica insular do bairro. Desde o estabelecimento da fábrica de cimento o bairro tem sofrido alterações significativas na sua estrutura espacial, várias casas foram destruídas, para ordenamento e disciplinamento das ruas, outras deixaram de existir e surgiram várias novas ou com denominações diferentes.
Na década de 1990 foram, enfim, construídas duas vias expressas. A primeira foi a Avenida Nova Liberdade ligando a cidade de João Pessoa à de Bayeux, que na sua construção aterrou uma grande área de manguezal e motivou a ocupação desenfreada da área aterrada, conhecida como "Mangue Seco", pela população pobre da cidade. A segunda foi a Via Oeste, que serve de acesso entre o terminal rodoviário e a BR-101, passando pelo bairro do Alto do Mateus

## Estrutura urbana

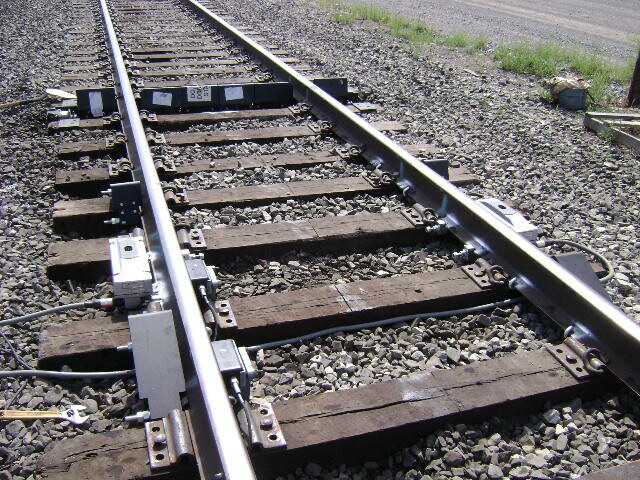
A linha férrea da CBTU corta a Ilha do Bispo

Nos arredores da Avenida Redenção — uma das principais — acontece a maior circulação de pessoas do bairro. Lá se concentram os bares, uma das plataformas da Companhia Brasileira de Trens Urbanos (CBTU), que liga Santa Rita a Cabedelo, e que corta a avenida ao meio, e a rota de ônibus coletivo da empresa Mandacaruense, que faz a linha Ilha do Bispo— Manaíra Shopping. Na Avenida Redenção se localiza ainda,quatro Igrejas Protestantes, a Capela de Santo Antônio, um Centro de Umbanda e várias casas residenciais, como também O Conselho Comunitário da Povoação Índio Piragibe e a ARCA - Associação Recreativa Cultural e Artística, que dada a extensão da avenida, esses espaços se distribuem de forma equilibrada.
Já na Rua Carneiro Campos se encontra localizado dois dos três colégios existentes no bairro, além do Posto de Saúde, da Creche Municipal, da Igreja Senhor do Bonfim e da Igreja Evangélica Congregacional (próximo ao local onde antigamente havia o Maguary Futebol Clube). O outro Colégio do bairro se localiza na Rua Lopo Garro. Na Rua Alfredo Portela encontramos o Núcleo de Policiamento Comunitário e o Projeto Comunidade Promovendo a Vida.